# Serge Aurier
Serge Alain Stephane Aurier (Ouragahio, 24 de diciembre de 1992) es un futbolista marfileño que juega como defensa para el Persepolis F. C. de la Iran Pro League.

## Trayectoria

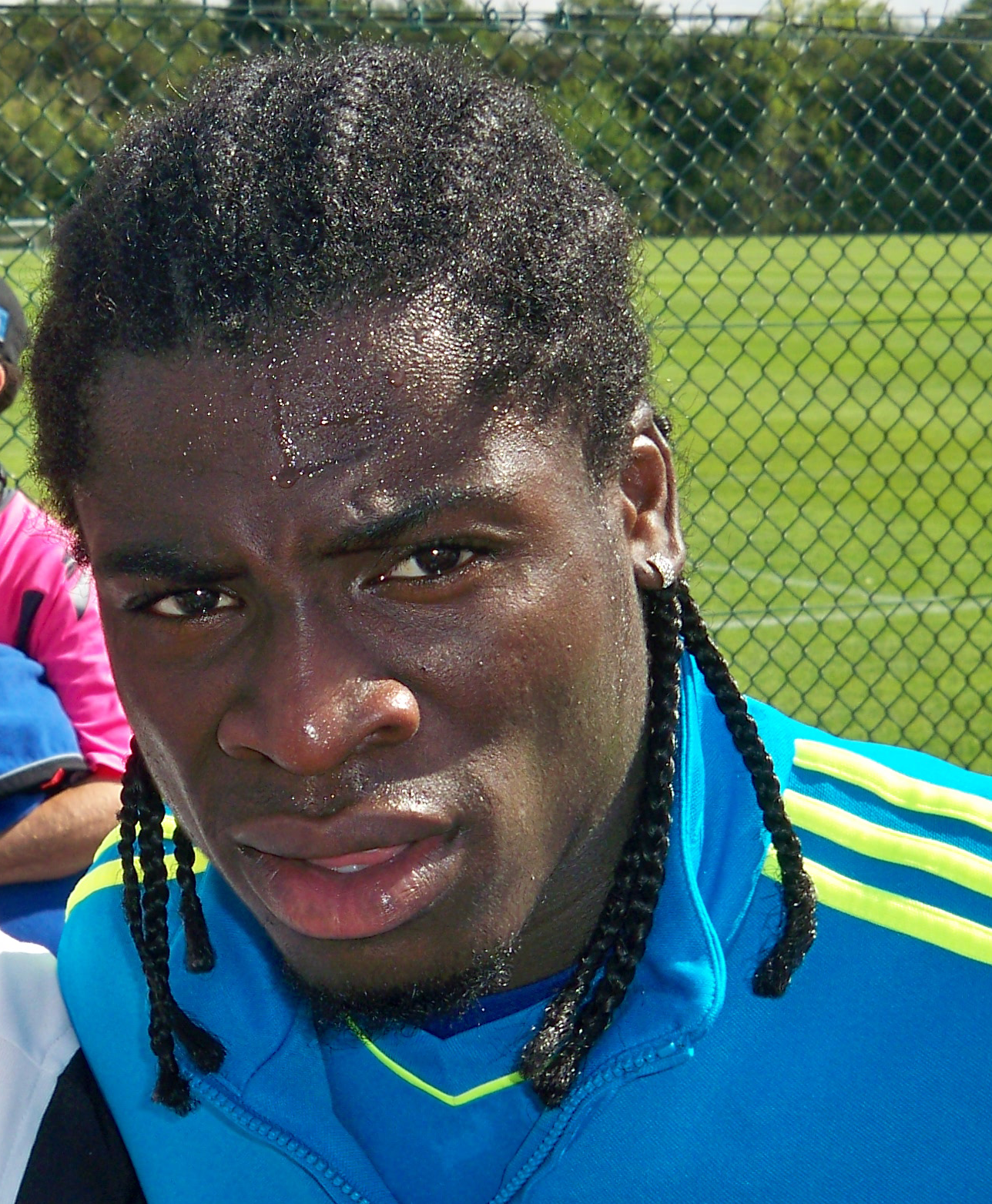
Aurier en 2011.

Debutó como futbolista en 2009 a los 17 años de edad con el R. C. de Lens tras subir del filial. Justo el año en el que subió el equipo a la Ligue 1, hizo su debut en la Copa de la Liga de Francia contra el F. C. Lorient. Tras descender en la temporada 2010-11 a la Ligue 2, y jugar un año en dicha división, fichó por el Toulouse F. C. Debutó en un partido que ganó el Toulouse por 1-0 contra el S. M. Caen el 28 de enero de 2012. En la temporada 2013-14 formó parte del once ideal de la Ligue 1 junto a Thiago Silva, Loïc Perrin y Layvin Kurzawa en la defensa.
El 23 de julio de 2014 se anunció su fichaje por el París Saint-Germain en calidad de préstamo con opción a compra por 10 millones de euros. El 29 de abril se anunció que el PSG había hecho efectiva la opción de compra, ofreciéndole un contrato hasta 2019. Fue suspendido de forma indefinida el 14 de febrero de 2016 tras llamar «payaso» a su compañero de equipo Ángel Di María y tras usar un insulto homofóbico contra Laurent Blanc.[cita requerida]

## Selección nacional
Fue convocado por primera vez por la selección de fútbol de Costa de Marfil el 8 de junio de 2013 para jugar contra Gambia en las eliminatorias para la Copa Mundial de 2014.
El 1 de junio de 2014, luego de haber sido incluido en la lista preliminar en mayo, Aurier fue ratificado en la nómina definitiva de 23 jugadores que representaron a su país en la Copa Mundial de Fútbol de 2014.

### Participaciones en Copas del Mundo
| Mundial                        | Sede   | Resultado      |
| ------------------------------ | ------ | -------------- |
| Copa Mundial de Fútbol de 2014 | Brasil | Fase de grupos |

## Estadísticas

### Clubes
Actualizado al último partido disputado el 2 de diciembre de 2023.
| Club                               | Div.          | Temporada     | Liga  | Liga  | Copas nacionales | Copas nacionales | Copas internacionales | Copas internacionales | Total | Total |
| Club                               | Div.          | Temporada     | Part. | Goles | Part.            | Goles            | Part.                 | Goles                 | Part  | Goles |
| ---------------------------------- | ------------- | ------------- | ----- | ----- | ---------------- | ---------------- | --------------------- | --------------------- | ----- | ----- |
| R. C. Lens Francia                 | 1.ª           | 2009-10       | 5     | 0     | 2                | 0                | ―                     | ―                     | 7     | 0     |
| R. C. Lens Francia                 | 1.ª           | 2010-11       | 27    | 0     | 2                | 0                | ―                     | ―                     | 29    | 0     |
| R. C. Lens Francia                 | 2.ª           | 2011-12       | 16    | 0     | 4                | 0                | ―                     | ―                     | 20    | 0     |
| R. C. Lens Francia                 | Total club    | Total club    | 48    | 0     | 8                | 0                | 0                     | 0                     | 56    | 0     |
| Toulouse F. C. Francia             | 1.ª           | 2011-12       | 10    | 1     | 0                | 0                | ―                     | ―                     | 10    | 1     |
| Toulouse F. C. Francia             | 1.ª           | 2012-13       | 28    | 1     | 4                | 0                | ―                     | ―                     | 32    | 1     |
| Toulouse F. C. Francia             | 1.ª           | 2013-14       | 34    | 6     | 4                | 0                | ―                     | ―                     | 38    | 6     |
| Toulouse F. C. Francia             | Total club    | Total club    | 72    | 8     | 8                | 0                | 0                     | 0                     | 80    | 8     |
| Paris Saint-Germain F. C. Francia  | 1.ª           | 2014-15       | 14    | 0     | 2                | 1                | 0                     | 0                     | 16    | 1     |
| Paris Saint-Germain F. C. Francia  | 1.ª           | 2015-16       | 21    | 2     | 7                | 1                | 5                     | 1                     | 33    | 4     |
| Paris Saint-Germain F. C. Francia  | 1.ª           | 2016-17       | 22    | 0     | 5                | 0                | 5                     | 0                     | 32    | 0     |
| Paris Saint-Germain F. C. Francia  | Total club    | Total club    | 57    | 2     | 14               | 2                | 10                    | 1                     | 81    | 5     |
| Tottenham Hotspur F. C. Inglaterra | 1.ª           | 2017-18       | 17    | 2     | 1                | 0                | 6                     | 0                     | 24    | 2     |
| Tottenham Hotspur F. C. Inglaterra | 1.ª           | 2018-19       | 8     | 0     | 4                | 2                | 5                     | 0                     | 17    | 2     |
| Tottenham Hotspur F. C. Inglaterra | 1.ª           | 2019-20       | 33    | 1     | 4                | 0                | 5                     | 1                     | 42    | 2     |
| Tottenham Hotspur F. C. Inglaterra | 1.ª           | 2020-21       | 19    | 2     | 3                | 0                | 5                     | 0                     | 27    | 2     |
| Tottenham Hotspur F. C. Inglaterra | Total club    | Total club    | 77    | 5     | 12               | 2                | 21                    | 1                     | 110   | 8     |
| Villarreal C. F. · España          | 1.ª           | 2021-22       | 19    | 0     | 0                | 0                | 5                     | 0                     | 24    | 0     |
| Villarreal C. F. · España          | Total club    | Total club    | 19    | 0     | 0                | 0                | 5                     | 0                     | 24    | 0     |
| Nottingham Forest F. C. Inglaterra | 1.ª           | 2022-23       | 24    | 1     | 4                | 0                | ―                     | ―                     | 28    | 1     |
| Nottingham Forest F. C. Inglaterra | 1.ª           | 2023-24       | 12    | 0     | 1                | 0                | —                     | —                     | 13    | 0     |
| Nottingham Forest F. C. Inglaterra | Total club    | Total club    | 36    | 1     | 5                | 0                | 0                     | 0                     | 41    | 1     |
| Total carrera                      | Total carrera | Total carrera | 309   | 16    | 47               | 4                | 36                    | 2                     | 392   | 22    |

## Palmarés

### Títulos nacionales
| Título               | Club                | País    | Año  |
| -------------------- | ------------------- | ------- | ---- |
| Supercopa de Francia | Paris Saint-Germain | Francia | 2014 |
| Copa de la Liga      | Paris Saint-Germain | Francia | 2015 |
| Ligue 1              | Paris Saint-Germain | Francia | 2015 |
| Copa de Francia      | Paris Saint-Germain | Francia | 2015 |
| Supercopa de Francia | Paris Saint-Germain | Francia | 2015 |
| Ligue 1              | Paris Saint-Germain | Francia | 2016 |
| Supercopa de Turquía | Galatasaray S. K.   | Turquía | 2023 |
| Superliga de Turquía | Galatasaray S. K.   | Turquía | 2024 |

### Títulos internacionales
| Título                    | Club (*)                     | Sede              | Año  |
| ------------------------- | ---------------------------- | ----------------- | ---- |
| Copa Africana de Naciones | Selección de Costa de Marfil | Guinea Ecuatorial | 2015 |
| Copa Africana de Naciones | Selección de Costa de Marfil | Costa de Marfil   | 2023 |

(*) Incluyendo la selección.